# Amar de nuevo (telenovela)
Amar de nuevo una telenovela mexicana protagonizada por Paty Garza y Eduardo Rodríguez. Antagonizada por José Luis Franco, Jullye Giliberti y Antonio de la Vega. Además, cuenta con la participación especial de Andrés Zuno y la actuación estelar de la primera actriz María Antonieta de las Nieves.Esta telenovela tiene una conexión con Amarte así por "Frijolito", que ahora aparece como ángel.
La telenovela fue vendida en más de 85 países, convirtiéndose en un éxito comercial para la productora Imagina US. A día de hoy, la telenovela se sigue estrenando en varios países y se espera que esta tendencia continúe.
Fue diseñada para el público de las tres de la tarde y aunque no fue puesta en este horario en varios de los países donde se emitió, supo defender la franja horaria.

## Sinopsis
La historia comienza cuando un trágico día, Frijolito estaba con su mejor amigo Palito y sus padres Salvador y Verónica y tienen un accidente de tráfico.
El primo de Verónica, Bulmaro, había recibido órdenes de su jefe, Máximo, para que provocara el accidente, ya que Máximo estaba retomando venganza con Salvador y por suerte también se quería acercar a Verónica. Después de ese día, todo cambió. Salvador y Frijolito fallecieron. Verónica estuvo en coma durante dos años y Palito quedó al cuidado de su abuela Azucena.
Frijolito podía escuchar a Palito rezando por su madre todos los días y nunca dudó de que algún día se recuperaría. Su “Jefe” también podía escuchar las oraciones de Palito, así que decidió enviarlo como su ángel de la guarda. Nadie creyó que era posible, pero Verónica despertó, demostrando que los milagros suceden. 
Cuando Verónica salió del coma, se sorprendió al enterarse de que el amor de su vida había muerto en el accidente. Sentía que no tenía una razón por la cual seguir viviendo, pero su madre le recordó que tenía un hijo que la amaba profundamente y que debería seguir adelante por él.
Verónica decidió hacerse fuerte por Palito, pero declaró que nunca más amaría a un hombre en su vida. Aquí donde entra Frijolito, su “Jefe” lo envió con una misión: encontrar un nuevo padre para Palito.
Román García del Solar se convirtió en un candidato perfecto, un hombre bondadoso que también perdió a su esposa y su fe en el amor. Su única razón de vivir son sus hijos, María Sol, Jorgito y Flor. El único obstáculo su cuñada, Rosilda, hermana gemela de su difunta esposa Laura, que está obsesionada con ganar el corazón de su cuñado.
Verónica y Román creen que no volverán a amar nunca más, pero Frijolito enseñará que es posible volver a amar. No necesitarán una brújula para encontrarse, sus corazones servirán de guía.

## Elenco
- Paty Garza es Verónica de García del Solar.
- Eduardo Rodríguez es Román García del Solar.
- Jullye Giliberti es Rosilda de García del Solar / Laura de García del Solar.
- José Luis Franco es Máximo González.
- Andrés Zuno es Lorenzo.
- María Antonieta de las Nieves es Gardenia.
- Paola Toyos es Luisina.
- Jorge Eduardo García es Palito, "Pablito".
- Nicolás Mele es Leandro García del Solar.
- Jaime Aymerich es Memo.
- Alejandro de la Madrid es Alejandro.
- Antonio de la Vega es Bulmaro.
- Luis Xavier es Severino.
- Magali Boysselle es Brenda.
- Martha Navarro es Justa González.
- Tatiana del Real es María Sol García del Solar.
- Javier Reyes es Camilo González.
- Briggitte Bozzo es Flor García del Solar.
- Rogelio Frausto es Jorgito García del Solar.
- Gala Montes es Rebeca García del Solar.
- Argelia García es Leticia.
- Alejandro Felipe Flores es Frijolito.
- Carlos Daniel Estrada es Pablo.